# ديلابريل
ديلابريل Delapril من مثبطات الأنزيم المحول للأنجيوتنسين يستخدم في علاج ارتفاع ضغط الدم.

## آلية العمل
يعمل الديلابريل كموسع وعائي وبالتالي يخفض المقاومة المحيطية، وهو يثبط الأنزيم المحول للأنجيوتنسين، وبالتالي يمنع تحويل الأنجيوتنسين الأول للأنجيوتنسين الثاني. وبذلك قد يقلل من تدرك البراديكينين ويمكن أن تؤثر أيضا بالأنزيمات المشاركة في اصطناع البروستاغلاندين. يقلل كلا من الحمل القبلي والحمل البعدي وإعادة انبساط البطين الأيسر.

### الجرعة
للبالغين يعطى فمويا بجرعة 30-60ملغ باليوم مجزأة على جرعتين.

## التحذيرات
- لا يعطى أو يعطى بحذر لمرضى تضيق الأبهر أو انسداد المسالك.
- مرض عائي كلوي.
- استسقاء.
- فترة الحمل.

## الآثار الجانبية
الدوخة، والصداع، والتعب، واضطرابات الجهاز الهضمي، واضطرابات الذوق، والسعال الجاف المستمر أعراض المسالك العلوية الأخرى للجهاز التنفسي، والطفح الجلدي، وذمة وعائية، تفاعلات فرط الحساسية، القصور الكلوي، فرط بوتاسيوم الدم، نقص صوديوم الدم، واضطرابات الدم، وبروتينية، وألم في الصدر، والخفقان، وعدم انتظام دقات القلب، التهاب الفم، والتهاب البنكرياس، يرقان ركودي, alopoecia؛ تشنجات العضلات, paraesthesias، اضطرابات النوم والمزاج، والعجز.

## التداخلات الدوائية
- المركبات التي تضفي أثر في زيادة البوتاسيوم كالمدرات الحافظة للبوتاسيوم، المتممات الغذائية الحاوية على البوتاسيوم، والأدوية الأخرى التي يمكن أن تسبب زيادة بوتاسيوم.
- يتناقص الفعل الخافض للضغط عند أخذه بالتزامن مع مضادات الالتهاب اللاستيروئيدية.[7]

## المصدر
1. ↑  Inxight: Drugs Database، QID:Q57664317
2. 1 2 3 4  DELAPRIL (بالإنجليزية), QID:Q278487
3. ↑  Delapril، QID:Q2311683
4. ↑  DELAPRIL، QID:Q6120337
5. ↑  Otero، M. L. (2007). "Manidipine-delapril combination in the management of hypertension". Vascular health and risk management. ج. 3 ع. 3: 255–263. PMC:2293964. PMID:17703633.
6. ↑  Drugs.com: Delapril نسخة محفوظة 03 مارس 2016 على موقع واي باك مشين.
7. ↑  http://www.mims.com/USA/drug/info/delapril/?type=full&mtype=generic#Actions%5Bوصلة+مكسورة%5D